# Цаво
Национален парк Цаво (на английски: Tsavo) е разположен в едноименен регион в Югоизточната и Крайбрежна част на Кения.
Основан е през 1948 г. и обхваща полупустинно плато и хълмове от вулканични скали с площ от 2 082 114 ha. Надморската височина на парка е от 229 до 2438 m.
Ландшафтът е от гъсти бодливи храсталаци, паркови савани с баобаб, дървовидни млечки, акации, високотревия от житни растения. Фауната е разнообразна, представена от слон, бивол, черен носорог, лъв, леопард, хипопотам, няколко вида антилопи (малък куду, орикс, импала), зебри, петнисти хиени и др. На територията на парка гнездят около 450 вида птици.